# Rosendalssjön
Rosendalssjön är en sjö i Svenljunga kommun i Västergötland och ingår i Ätrans huvudavrinningsområde. Sjön har en area på 0,052 kvadratkilometer och ligger 147,1 meter över havet.

## Delavrinningsområde
Rosendalssjön ingår i det delavrinningsområde (637930-134029) som SMHI kallar för Mynnar i Ätran. Medelhöjden är 167 meter över havet och ytan är 17,1 kvadratkilometer. Räknas de 2 avrinningsområdena uppströms in blir den ackumulerade arean 97,97 kvadratkilometer. Lillån som avvattnar avrinningsområdet har biflödesordning 2, vilket innebär att vattnet flödar genom totalt 2 vattendrag innan det når havet efter 115 kilometer. Avrinningsområdet består mestadels av skog (67 %) och jordbruk (19 %). Avrinningsområdet har 0,15 kvadratkilometer vattenytor vilket ger det en sjöprocent på 0,9 %.